# Маскелайнские острова
Маскелайнские острова (англ. , фр. и бисл. Maskelynes) — небольшая цепочка маленьких островов, которая входит в архипелаг Новые Гебриды, или республику Вануату в Тихом океане. Они лежат юго-востоку от Малекулы. Этот район богат рыбой и акулами. Природа островов, как считается, великолепна. Туризм недостаточно ещё развит в этом районе, в виду удаленности от более оживленных крупных островов, но их рекомендуют для подводного плавания и дайвинга. Хотя существуют предупреждения о сильных течениях между островами.
Острова этой цепи относительно плотно заселены, который, поскольку удалены от материка, с которого враждебным племенам, не имеющим опыта мореходства, нельзя было достичь этих островов. Таким образом местные племена имели естественную защиту.
Острова слабо оснащены современной инфраструктурой, хотя правительство Вануату и различные учреждения сотрудничают с местными жителями в оказании им помощи. Есть попытки создать медицинские и учебные заведения.